# Hemiplatytes prosenes
Hemiplatytes prosenes là một loài bướm đêm trong họ Crambidae.